# 뇌 속의 코끼리
뇌 속의 코끼리: 일상 속 숨겨진 동기(영어: The Elephant in the Brain: Hidden Motives in Everyday Life)는 케빈 심러(영어: Kevin Simler)와 로빈 핸슨이 2018년에 저술한 논픽션 책이다. 심러는 작가이자 소프트웨어 엔지니어고, 핸슨은 조지 메이슨 대학교에서 경제학 부교수로 재직 중이다. 이 책은 인간 행동의 자기 기만과 숨겨진 동기를 탐구한다. 출판사 웹사이트는 이 책의 목적을 '우리 마음의 어둡고 검토되지 않은 구석을 추적하여 강한 조명으로 터뜨리는 것'이라고 설명하고 있다.

## 요약
이 책의 주요 논지는 우리가 대부분의 행동에 대한 진짜 이유를 인식하지 못할 때가 자주 있다는 것이다. 우리의 행동은 사회적 집단 안에서 살아가는 데 최적화되어 있으며, 자연 선택의 관점에서 볼 때 자신의 진짜 동기를 의식적으로 인식하지 않는 것이 더 유용한 경우가 많다는 것이다.
이 책은 두 주제로 나뉜다.
첫 번째 주제인 '우리가 자신의 동기를 숨기는 이유'에선 동물 행동, 신호 전달, 사회적 규범과 자기 기만에 대해 소개한다.
두 번째 주제인 '일상생활 속 숨겨진 동기'에서는 각 장에서 인간 행동의 한 측면을 다루고, 그것이 첫 번째 주제에서 설명한 신호 전달과 자기 기만의 틀을 통해 어떻게 설명될 수 있는 지를 소개한다. 각 장에는 몸짓 언어, 웃음, 대화, 소비, 예술, 자선, 교육, 의학, 종교 및 정치가 포함되어 있다.

### 몸짓 언어
몸짓 언어가 주로 지위를 전달하는 방식이라고 주장한다. 대부분의 사람들은 자신의 몸짓 언어를 그렇게 인식하지 않지만, 다른 영장류와 마찬가지로 인간에게서도 지위와 관련된 다양한 신체적 자세를 관찰할 수 있다.

### 웃음
웃음은 단순히 유머에 대한 반응이 아니라 '놀이 신호'로 보는 것이 더 적절하다고 주장한다. 즉, 상대방을 향한 적대감이 없음을 나타내는 신호라는 것이다. 이 가설을 뒷받침하기 위해 다양한 데이터가 사용되는데, 예를 들어 사람들은 혼자 있을 때보다 사람들과 함께 있을 때 더 많이 웃는다는 점, 아기들은 어머니와 함께 있을 때 더 많이 웃는다는 점, 그리고 일반적으로 말을 하는 사람이 듣는 사람보다 더 많이 웃는다는 점 등이 있다.

### 대화
대화는 흔히 정보를 교환하는 수단으로 여겨진다. 그러나 대부분의 대화는 유용한 정보를 주고받는 것이 아니며, 대화의 구조도 정보의 교환에 적합하지 않은 경우가 많다. 저자들은 그 이유가 대화의 주요 목적이 자신의 지적 능력을 과시하는 데 있기 때문이라고 주장한다.

### 소비
저자들은 소스타인 베블런의 과시적 소비 이론에 대해 논의한다. 이 이론에 따르면, 우리는 물건을 실용적인 목적으로 구매한다고 주장하지만, 많은 경우 구매의 주요 목적은 그것을 살 수 있는 경제적 능력이 있음을 다른 사람들에게 알리는 데 있다. 저자들은 소비를 통해 부 뿐만 아니라 다른 많은 것들도 신호로 전달될 수 있다는 점을 지적한다.

### 예술
우리가 예술을 얼마나 가치 있게 여기는지는 그것의 고유한 내용보다는 원본 여부나 수공예인지 기계 제작인지와 같은 외적 요소에 크게 좌우된다고 지적한다. 만약 예술을 그 본질적 내용 때문에 중요하게 여긴다고 주장한다면, 이는 논리적으로 맞지 않는다. 오히려 예술은 사람들이 자신의 학식과 심미안을 과시하고 예술가들과 자신을 연관 짓는 방식으로 보는 것이 더 적절하다.

### 자선
대부분의 사람들이 자선 단체에 기부하는 이유가 자선 단체를 돕고 싶어서라고 주장하고 그렇게 생각하는 반면, 기부하는 자선 단체의 비용 효율성을 확인하려는 사람은 거의 없다고 지적한다. 저자들은 단순히 돕고자 하는 욕구가 아닌, 자선 단체에 기부하는 것이 부, 관대함, 연민을 나타내는 신호라고 볼 때 이러한 행동이 설명될 수 있다고 주장한다.

### 교육
브라이언 캐플런의 책인 교육에 반대하는 논거와 대체로 동일한 주장을 펼친다. 대부분의 사람들은 교육의 목적이 가르치는 내용을 배우는 것이라고 주장한다. 그러나 많은 기업이 직무와 무관한 학위를 요구하며, 대부분의 학생들은 교육을 마친 지 몇 년 후 배운 내용의 상당 부분을 잊어버린다. 저자들은 교육의 주요 목적이 지능, 성실성, 그리고 순응성을 과시하는 데 있으며, 그 외에도 사회적 교류를 돕거나 정부가 시민을 주입식으로 교육하는 등의 부차적인 목적을 달성하는 역할도 한다고 주장한다.

### 의학
우리가 의학과 의료가 병에 걸렸을 때 건강을 회복하기 위해 사용된다고 알고 있다. 그러나 이것은 의료와 관련된 많은 사실들과 맞지 않는다. 예를 들어, 의료비 지출이 많은 지역이 더 건강한 경향을 보이지 않으며, 의료 서비스 비용이 저렴해진다고 해서 사람들이 더 건강해지는 것도 아니다. (예: RAND 건강보험 실험) 심러와 핸슨은 그 이유가 의학과 의료가 주로 건강 증진보다는 동정심을 과시하는 역할에 중점을 두기 때문이라고 주장한다.

### 종교
대부분의 종교인은 자신이 특정한 신념을 갖고 있기 때문에 종교를 믿는다고 주장할 것이다. 그러나 심러와 핸슨은 역사적으로 종교는 특정한 신념보다는 특정한 행동을 실천하는 것과 더 관련이 있었다고 주장한다. 또한, 서로 상충하는 다양한 종교를 믿는 종교인들은 비종교인보다 신체적, 정신적 건강이 더 좋은 경향이 있다는 점을 지적한다. 그들은 종교의 주요 목적이 공동체 의식을 제공하는 데 있으며, 사람들이 종교를 위해 수행하는 의식과 희생이 충성심을 과시하는 방식이라고 제안한다.

### 정치
사람들이 정치에 참여하는 표면적인 이유는 세상을 더 나은 방향으로 변화시키기 위해서인 것처럼 보인다. 그러나 대부분의 사람들은 정치에 감정적으로 반응하고, 자신이 주장하는 강도에 비해 충분한 정보를 갖추지 못한 상태로 참여하며, 정치적 문제에 대해 쉽게 타협하려 하지 않는다. 이러한 사실들은 정치가 실제로 세상을 개선하려는 수단이라기보다는, 비슷한 생각을 가진 ‘집단’에 대한 소속감을 과시하는 방식이라는 관점에서 더 잘 설명될 수 있다.

## 반응
매튜 허슨(영어: Matthew Hutson)은 월 스트리트 저널에서 이 책을 '신선하고 솔직하며 침투적이다'라고 평가했다.
저널리스트이자 소설가인 존 랜체스터는 더 뉴요커에 대체로 부정적인 서평을 남겼다. 교육에 관한 부분은 칭찬했지만, "유용하게 적용될 수 있는 논지를 너무 지나치게 확장했다"고 책을 비판했다. 또한 숨겨진 동기에 대한 지나친 강조가 그러한 동기에 의해 이루어진 인간의 성취(예: 교향곡 작곡, 질병 치료, 대성당 건축, 시간과 공간의 가장 심오한 신비 탐구 등)를 폄하한다고 주장했다. 이에 대해 핸슨은 자신의 블로그에서 반박했다.
퍼블리셔스 위클리의 서평에서는 이 책을 "중요한 주제에 대한 흥미롭고 이해하기 쉬운 입문서"라고 평가했다.
뉴욕 인텔리젠서에서 파크 맥두걸드(영어: Park MacDougald)는 이 책에 대해 '흥미롭고, 때때로 통찰력을 주지만, 가끔은 다소 '성급하다'며 복합적인 평가를 내렸다. 특히 그는 사회심리학 연구에 대한 책의 의존도를 비판했는데, 이는 해당 분야에서 재현 위기가 발생하고 있기 때문이다.
켈리 제인 토런스(영어: Kelly Jane Torrance)는 내셔널 리뷰에서 이 책을 추천하며, 그것이 "우리가 자신에게 동기를 부여하는 많은 것들을 인식조차 하지 못한다는 가장 설득력 있는 논거를 제시한다"고 평가했다..
컴퓨터 과학자 스콘 애런슨은 자신의 블로그에서 이 책을 극찬하며 이를 '걸작'이자 '로빈 핸슨의 최고의 작품'이라고 평가했다.

## 참고 항목
- 효과적 이타주의는 이 책에서 자선 기부와 관련된 대안적인 규범 체계로 논의된다.
- 교육에 반대하는 논거(영어판)는 브라이언 캐플런(영어판)이 쓴 책으로, 뇌 속에 코끼리(The Elephant in the Brain)와 유사한 주장을 펼치며 교육이 주로 지능, 순응성, 그리고 성실성을 신호하는 역할을 한다고 주장한다.
- RAND 건강보험 실험(영어판)은 의학을 다룬 장에서 논의된 실험이다.